# 양류 (권투 선수)
양류(중국어 간체자: 杨柳, 정체자: 楊柳, 병음: Yáng Wénlù, 한자음: 양류, 1992년 5월 20일~)는 중화인민공화국의 권투 선수로 2024년 하계 올림픽 여자 웰터급 종목에서 은메달을 획득했다.